# Жълтоглав крайт
Жълтоглавият крайт (Bungarus flaviceps) е вид влечуго от семейство Аспидови (Elapidae).

## Разпространение
Видът е разпространен в Бруней, Виетнам, Индонезия (Калимантан, Суматра и Ява), Малайзия, Мианмар, Сингапур и Тайланд.